# Matilde Huici
Matilde Huici Navaz (Pamplona, 3 agosto 1890 – Santiago del Cile, 13 aprile 1965) è stata un'avvocata e pedagoga spagnola, nota per il suo impegno in questioni sociali e umanitarie, soprattutto nel campo della difesa e l'educazione dei minori svantaggiati e a rischio di emarginazione.
Ha partecipato attivamente ai movimenti femministi del suo tempo, intervenendo sui giornali e in numerose campagne e collaborando con María de Maeztu nella gestione del Lyceum Club Femenino. Nel 1928 con Victoria Kent e Clara Campoamor è stata cofondatrice dell'Associazione spagnola delle donne universitarie. Nel 1935-36 e 1937-38 è stata delegata spagnola nella Commissione consultiva per le questioni sociali e umanitarie della Lega delle Nazioni. 
Esiliata in Cile dal 1940, ha fondato la Scuola dell'Infanzia dell'Università del Cile, di cui è stata Direttrice dal 1945 al 1962, svolgendo un'intensa attività pedagogica. 
Muore in esilio nel 1965 all'età di 74 anni.

## Biografia
Matilde è la terza dei quattro figli di Ascensión e Juan, una famiglia liberale di ideologia repubblicana ed economicamente prospera. All'età di 17 anni ottiene a Bilbao il diploma di insegnante di istruzione superiore e nel 1909 viene nominata direttrice in una scuola di San Sebastián. Nel 1916 si trasferisce a Madrid nella Residencia de Señoritas - legata all'Institución Libre de Enseñanza, allora il centro propulsore della cultura progressista europea - dove stringe amicizia con la fondatrice Maria de Maetzu, con cui in seguito collaborerà nella gestione del Lyceum Club Femenino. Qualche anno dopo si laurea alla Scuola Superiore per l'Insegnamento e inizia a studiare legge. 
Nel 1922 è ispettrice di istruzione primaria a Santa Cruz de Tenerife e l'anno successivo, grazie ad una borsa di studio messa a disposizione dalla Junta para Ampliación de Estudios e Investigaciones Científicas (JAE), si reca in vari paesi d'Europa e degli Stati Uniti - Chicago e New York - per studiare i diversi modelli educativi applicati nei confronti di minorenni autori di reato e in pericolo di emarginazione, diventando uno dei pionieri della psicologia correzionale infantile in Spagna. Come borsista nel 1923 insegna spagnolo presso il College of Middlebury (Vermont). Al suo ritorno in Spagna nel 1925, entra nella Royal Academy of Jurisprudence con sede a Madrid, un'istituzione indipendente e finanziata da privati, guidata da eminenti giuristi internazionali, con lo scopo di promuovere la conoscenza e il dibattito in ambito giuridico.
Nel 1926 si laurea in giurisprudenza, con specializzazione in Criminologia. L'anno successivo si sposa con Luis San Martín Adeva, come lei avvocato del tribunale minorile, vedovo con un figlio neonato da lei adottato.
Senza cessare di esercitare la sua professione, continua ad insegnare presso la Residencia, è attiva nel Tribunale per i minorenni di Madrid e nel dibattito pubblico e politico sulla riforma della giustizia e sulla condizione femminile. Promuove la creazione della Juventud Universitaria Femenina (JUF), in seguito nota come Associazione Spagnola delle Donne Universitarie (AEMU), integrata nell'International Federation University of Women. In quello stesso anno, 1928, partecipa con Clara Campoamor alla formazione del fallito Gruppo Socialista Liberale (Agrupación Liberal Socialista) e nel 1931 si iscrive al PSOE con suo marito.

### Femminismo e attività politica
È una delle promotrici del Lyceum Club Femenino e convinta suffragista. Pubblica articoli su giornali e rivista del tempo - in un articolo apparso nel quotidiano El Sol il 3 ottobre 1931 dal titolo "La reazione, il prete e la donna", sostiene la necessità del suffragio femminile - presenzia a numerosi eventi pubblici, e prende parte a diverse organizzazioni femminili spagnole e associazioni internazionali. Nel 1928 con Victoria Kent e Clara Campoamor è co-fondatrice dell'Associazione spagnola delle donne universitarie.
Nel 1930 fa parte del Comitato Esecutivo della Liga Femenina Española por la Paz.

#### Seconda Repubblica (1931-1936)
Nel 1931 aderisce al Partito Socialista Operaio Spagnolo; nel 1933 propone che le candidature del PSOE alle elezioni di quell'anno includino "almeno", un terzo dei donne, richiesta che però viene rifiutata. All'avvento della Repubblica, collabora con incarichi di governo ed è membro della Sottocommissione per il diritto penale della Commissione giuridica del Dipartimento di Giustizia che prende parte alla stesura del progetto di Costituzione della Repubblica spagnola (luglio 1931) e partecipa alla stesura del Codice penale del 1932. 
Le viene affidato - nell'ambito delle attività del Consiglio superiore per la protezione dell'infanzia - l'ispezione dei tribunali per i minorenni del paese. Nel 1933 visita l'URSS per studiare le politiche applicate in materia di tutela dei minori delinquenti e dei minori abbandonati.
Nel 1935, coinvolgendo importanti personalità dell'epoca, fonda l'Asociación Auxiliar del Niño con il fine di offrire uno spazio di svago e di formazione ai minori figli di lavoratori, sottraendoli ai pericoli della vita di strada.
Con il trionfo del Fronte popolare propone "la sostituzione dei religiosi con insegnanti, attraverso la creazione di un Istituto di ricerca psicologica per minori per la formazione di educatori specializzati". Uno dei suoi obiettivi principali è secolarizzare l'educazione e proteggere l'infanzia "al di fuori della struttura religiosa dominante".
Come giornalista, tra il 1935 e il 1938 collabora a pubblicazioni come il settimanale Democracia, diretto da Andrés Saborit, El Socialista e la rivista Women del Committee of Women against War and Fascism.

#### Durante la Guerra Civile (1936-1939)
All'inizio della guerra dirige il Segretariato femminile del PSOE con Matilde la Torre e Matilde Cantos. Membro dell'Associazione delle donne antifasciste (Asociación de Mujeres Antifascistas, 1933), nel 1937 fa parte della redazione della sua rivista Mujeres. Nel corso della guerra civile si sposta con la famiglia seguendo il governo repubblicano, prima a Valencia (marzo 1937) e poi a Barcellona, concentrandosi principalmente sulla cura dei bambini e collaborando nell'organizzazione della partenza all'estero di gruppi di minori. 
Nel 1935-36 e 1937-38 è delegata del Governo della Repubblica alla Commissione consultiva per le questioni sociali e umanitarie della Società delle Nazioni con sede a Ginevra.
Nei primi mesi del 1939 si reca in Francia collabora con la Croce Rossa Internazionale e con alcune organizzazioni di soccorso ai bambini rifugiati: il Comite de Ayuda a los Refugiados e la Commission d'Aide aux Enfants Espagnols Réfugiés en France. Il suo ruolo nell'evacuazione dei bambini spagnoli durante la guerra le procura una condanna a morte da parte del regime franchista.

### Esilio
Dopo circa un anno trascorso in Francia, con il marito si imbarca per il Cile il 14 maggio 1940 a bordo del transatlantico britannico Orduña che dall'Europa trasporta molti profughi in America, fra cui numerosi ebrei. Non essendo riconosciuta in quel paese la sua laurea in giurisprudenza è costretta nei primi tempi a lavorare come traduttrice di francese per la casa editrice Espasa Calpe.
Progetta e organizza con Amanda Labarca il primo centro universitario di formazione di maestre di scuola materna (Escuela de Educadoras de Párvulos) presso l'Università del Cile, di cui sarà direttrice dal 1945 al 1962, offrendo un contributo determinante nel paese nell'avanzamento degli studi specialistici e dell'insegnamento psicopedagogico.
Durante quel periodo di attività di insegnamento, è nominata direttrice del Direttorio culturale cileno-spagnolo nel 1947 e lavora come psicopedagoga nella Casa Nacional del Niño. Nel 1948 muore il marito Luis San Martín Adeva; due anni dopo Matilde Huici ottiene la cittadinanza cilena.
Promuove la realizzazione di asili nido in luoghi dove non esistevano, coinvolgendo e favorendo la collaborazione di enti pubblici, aziende ed enti privati. I suoi principi pedagogici, il frutto dei suoi studi e delle sue esperienze in campo internazionale con altri modelli e insegnanti di pedagogia e psicologia infantile, così come la sua osservazione diretta dei bambini, sono rimasti nei manuali di storia dell'educazione in Cile.
Matilde Huici muore nel 1965, senza più fare ritorno in patria, all'età di 74 anni.